# 선파후이
선파후이(중국어 정체자: 沈發惠, 병음: Shên Fāhùi, 한자음: 심발혜, 1966년 11월 2일~)는 중화민국의 정치인이다. 타이베이현 시즈진 출신이며 2005년 타이베이현 제3선거구 겸 2020년 비례대포의 입법위원으로 당선되었다.